# Lepidochrysops suk
Lepidochrysops suk är en fjärilsart som beskrevs av Van Someren 1957. Lepidochrysops suk ingår i släktet Lepidochrysops och familjen juvelvingar. Inga underarter finns listade i Catalogue of Life.